# Dmitrij Petrov (översättare)
Dmitrij Jurjevitj Petrov, född 16 juli 1958 i Novomoskovsk, är en rysk översättare, föreläsare och TV-personlighet. Han är värd för realityshowen Polyglot, som sänds i den ryska kanalen Russia-K.